# Ahmed Abdessalam Bakkali
Pour les articles homonymes, voir Bakkali.
Ahmed Abdessalam Bakkali, né le 21 octobre 1932 à Asilah au Maroc, et mort le 30 juillet 2010 à Rabat, est un diplomate, poète, romancier, dramaturge, nouvelliste, parolier et traducteur marocain.
sa mort a été une tragédie pour les enfants non seulement marocains mais arabes en général.

## Biographie
Ahmed Abdessalam Bakkali est issu d'une famille de religieux et de lettrés, dont les aïeuls ont combattu pendant la Bataille des Trois Rois. Son père était directeur d'une école primaire et imam de la grande mosquée ; il fut son premier maître.
Après des études primaires à Asilah et secondaires à Tétouan, il s'envole pour le Caire afin de poursuivre ses études à l'université et décroche en 1955 une licence en sociologie. Il poursuit ensuite un cursus aux États-Unis, à l'Université Columbia de New York, afin de décrocher un master en sociologie. Attaché culturel à l'ambassade du Maroc à Washington en 1962, il publie le poème Rissalat chawk dans la revue Daâwat al hak.
Il devient par la suite consul général et conseiller en communication à l'ambassade du Maroc à Londres en 1965, conseiller culturel à Washington en 1967, puis rejoint le cabinet royal en 1971 jusqu'à sa retraite en 2003.

## Décorations
- Chevalier de l'Ordre du Trône (1974)[3].
- Officier de l'Ordre du Trône (1985).